# Oberliga Berlin
L'Oberliga Berlin (Oberliga Berlino) era una delle cinque massime divisioni del campionato tedesco di calcio, che si disputò tra il 1946 e il 1963 nella città di Berlino.

## Storia
Durante il periodo della Germania nazista era nata la Gauliga, un sistema di campionati locali che venne esteso a tutti i territori nel frattempo occupati.
Dopo la fine della seconda guerra mondiale vennero invece create cinque massime divisioni, che assorbirono le squadre delle Gauliga esistenti sul territorio della Germania Ovest; in particolare l'Oberliga Berlino era estesa sulla città di Berlino, e raccoglieva le squadre provenienti dalla Gauliga Berlin-Brandenburg. In base al sistema calcistico tedesco, la vincente di questo campionato partecipava poi alla fase nazionale, insieme, ovviamente, alle squadre provenienti dalle altre Oberliga; queste erano la Nord, la West, la Südwest, e la Süd.
A partire dalla stagione 1963-1964 questo sistema è stato sostituito da quello attuale, la Bundesliga, un unico girone all'italiana che raccoglie le migliori squadre nazionali. Alla prima edizione del nuovo campionato dall'Oberliga Berlin si qualificarono le seguenti squadre:
- Hertha Berlino

Le restanti squadre, insieme alle neopromosse formarono invece la Regionalliga Berlin, una delle seconde divisioni locali, che fu attiva dal 1963 al 1974; in questo anno nacque infatti la Zweite Bundesliga, l'attuale seconda divisione, che è invece su scala nazionale.

## Albo d'oro
Di seguito vengono riportate, stagione per stagione, la vincente e la seconda classificata del campionato:
| Stagione | Vincitore             | Seconda               |
| -------- | --------------------- | --------------------- |
| 1946-47  | SG Charlottenburg     | SG Wilmersdorf        |
| 1947-48  | Union Oberschöneweide | SG Wilmersdorf        |
| 1948-49  | Berliner SV 1892      | TeBe Berlino          |
| 1949-50  | TeBe Berlino          | Union Oberschöneweide |
| 1950-51  | TeBe Berlino          | Union Berlino         |
| 1951-52  | TeBe Berlino          | Union Berlino         |
| 1952-53  | Union Berlino         | Spandauer             |
| 1953-54  | Berliner SV 1892      | SC Minerva 93 Berlin  |
| 1954-55  | Viktoria Berlino      | TeBe Berlino          |
| 1955-56  | Viktoria Berlino      | SC Minerva 93 Berlin  |
| 1956-57  | Hertha Berlino        | TeBe Berlino          |
| 1957-58  | TeBe Berlino          | Viktoria Berlino      |
| 1958-59  | Tasmania Berlino      | Spandauer             |
| 1959-60  | Tasmania Berlino      | Hertha Berlino        |
| 1960-61  | Hertha Berlino        | Tasmania Berlino      |
| 1961-62  | Tasmania Berlino      | Hertha Berlino        |
| 1962-63  | Hertha Berlino        | Tasmania Berlino      |

In grassetto viene indicata la vincitrice del campionato nazionale.